# Болотяні люди

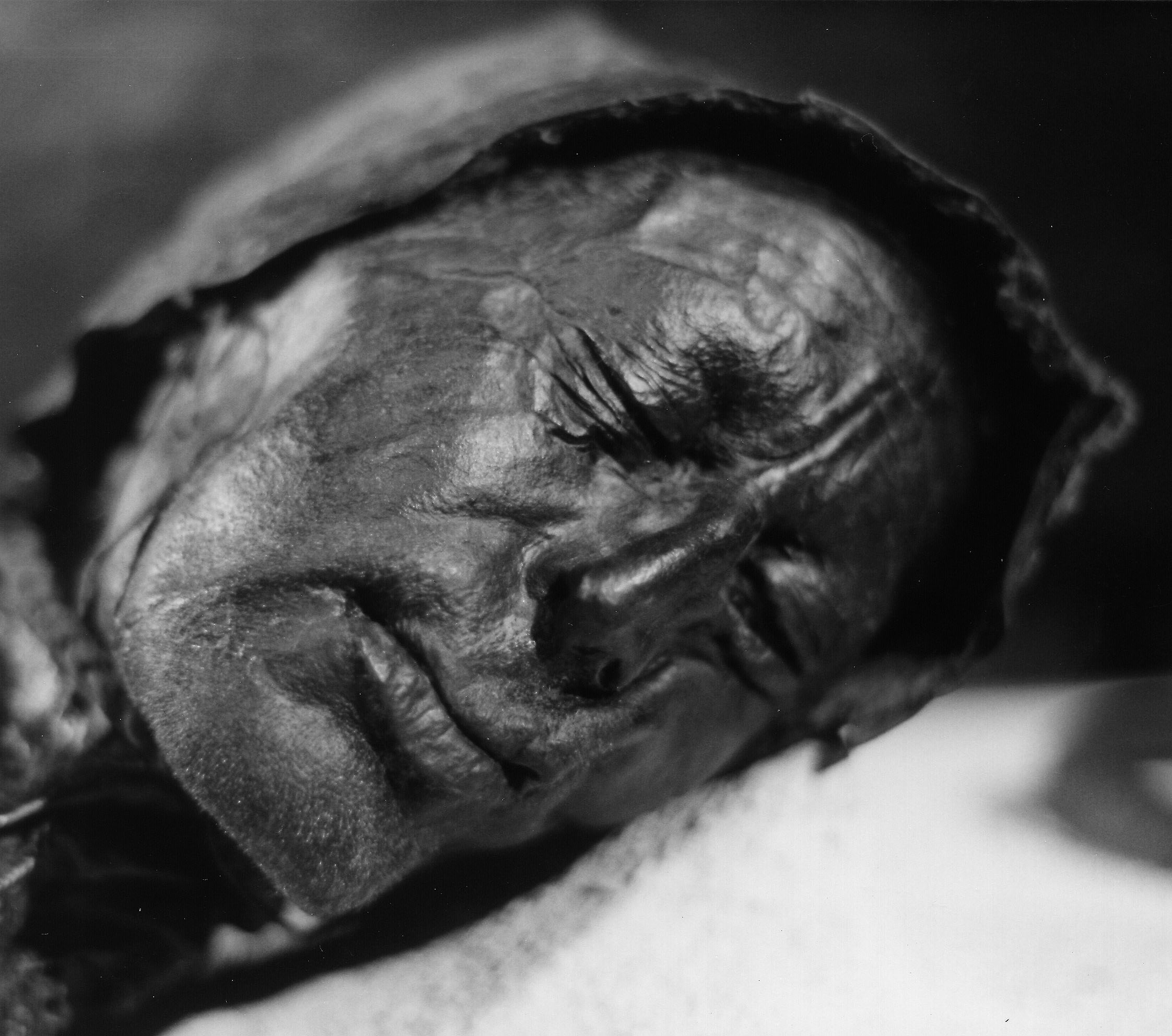
Людина з Толлунда, що жила в 4 ст. до н. е.

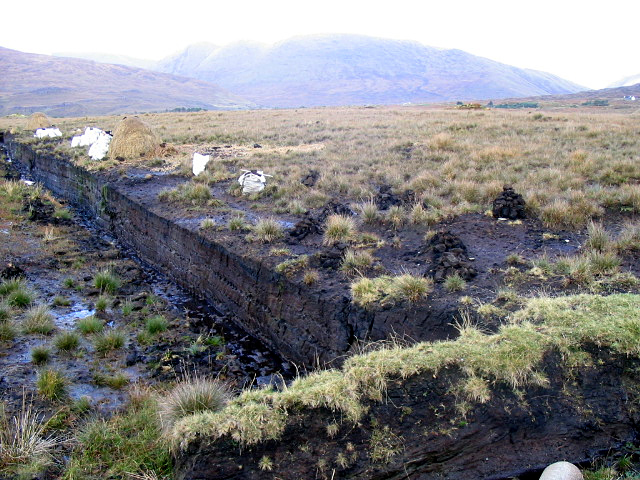
Торф'яне болото в Ірландії

Болотяні люди або болотяні тіла — людські залишки, що повністю або частково збереглися в торф'яних болотах на півночі Європи, переважно в Данії, Німеччині, Нідерландах, Великій Британії, Ірландії і Швеції. На відміну від інших древніх залишків, у болотяних тіл, завдяки специфічним умовам середовища, збереглися шкіряні покриви і внутрішні органи. Ці умови полягають у високій кислотності води, низькій температурі та дефіциті кисню. Шкіра хоча й добре зберігається, але при цьому дуже сильно дубиться. Кістки ж таких залишків, навпаки, загалом зберігаються погано, тому що кислота в болотах розчиняє фосфат кальцію кісток.

## Найвідоміші знахідки
| - Данія - Борремоські тіла - Людина з Толлунда - Жінка з Еллінга - Людина з Гроболла - Жінка з Кьольб'єрга - Жінка з Гаральдскера - Жінка з Г'юлдремосе - Велика Британія - Людина з Ліндоу - Клад-Халланські мумії - Ірландія - Людина з Клонікавана - Старий Крохан | - Німеччина - Людина з Остербі - Болотяне тіло з Віндебі - Людина з Рендсв'юрена - Жінка з Пайтінга - Дівчинка з торфовища Ухте - Нідерланди - Пара з Вірдінґа - Дівчинка з Іде - Швеція - Людина з Бокстена |

| Атерійський наконечник | Це незавершена стаття з археології. Ви можете допомогти проєкту, виправивши або дописавши її. |